# Саввина книга
«Саввина книга» — кириллическая старославянская орнаментированная рукопись, неполный текст краткого евангелия-апракоса. Содержит 166 листов пергамена формата 17x13 — 17x14 см разного времени; наиболее ценны древнейшие листы 25—153 и 166 (датируются XI веком). Название рукописи дано по имени писца — попа Саввы, дважды упомянутого в приписках к тексту (на лл. 51а и 56а, «поп Савва писал»).
Предположительно является списком с глаголического оригинала. Древнейшая часть — из северо-восточной Болгарии, остальные листы русского (предположительно киевского) происхождения. Была собственностью Середкинского монастыря под Псковом, позже попала в библиотеку московской синодальной типографии, в настоящее время хранится в РГАДА под шифром ф. 381, № 14. Рукопись несколько раз реставрировалась; реставрация середины XX века была скорее вредной, после проведённой тогда чистки пергамена практически исчез киноварный текст, а при переплёте были перепутаны листы.
Рукопись была открыта и впервые издана (в отрывках) И. И. Срезневским (1868). Научное издание 1903 года принадлежит В. Н. Щепкину (переиздано в Граце в 1959). В 1999 году издана факсимильно (в черно-белом исполнении).